# Amiral Ronarc'h (D660)
Amiral Ronarc'h (D660) es el barco líder de Frégate de défense et d'intervention de la Marina Nacional francesa. Recibe su nombre en honor a Pierre Alexis Ronarc'h, quien se distinguió en 1914 durante la carrera hacia el mar.
La puesta en servicio de la fragata está prevista para 2024.

## Diseño

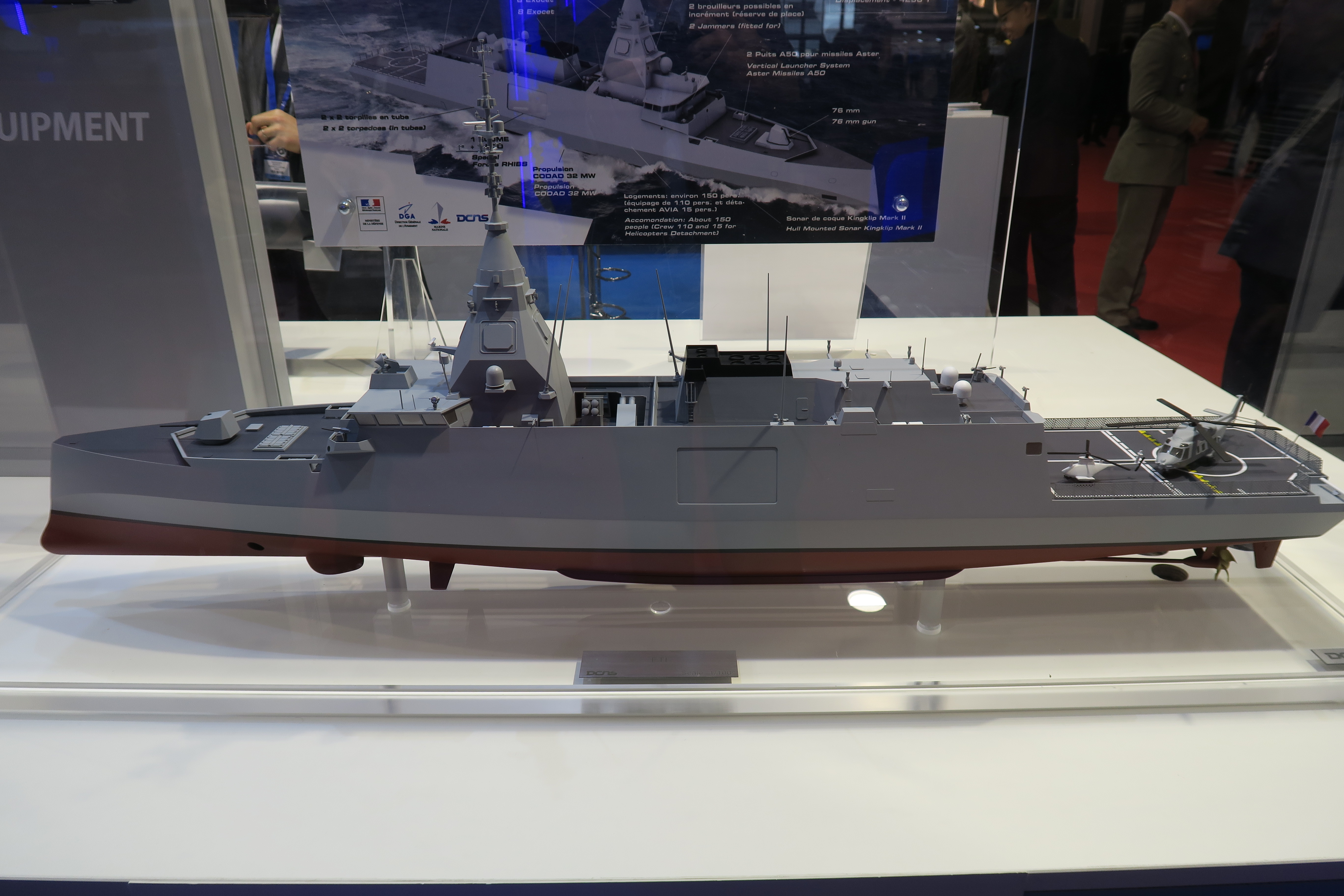
Maqueta de una fragata FDI.

El Amiral Ronarc'h tiene una eslora de 122 m (400 pies), una manga de 17,7 m (58 pies) y su desplazamiento es de 4.500 t (4.400 toneladas largas). El barco funciona con propulsión combinada diésel y diésel (CODAD) con una potencia total de 32.000  kW (43.000  shp ). Su velocidad máxima es de 27 nudos (50 km/h), un alcance de 5000 millas náuticas (9300 km) mientras navega a 15 nudos (28 km/h), y una autonomía de hasta 45 días. La fragata podría acomodar a 150 personas, incluido el complemento habitual de 110 tripulantes de barcos y 15 tripulantes para el destacamento de helicópteros.
Está armada con un cañón Super Rapid Oto Melara de 76 mm y dos estaciones de armas de control remoto Nexter Narwhal de 20 mm. Para la guerra de superficie, el Amiral Ronarc'h está equipado con ocho misiles antibuque Exocet MM40 Block 3 y dos sistemas de lanzamiento vertical Sylver A50 de 8 celdas para 16 misiles antiaéreos MBDA Aster 15/30. Para la guerra antisubmarina, está equipado con dos tubos lanzatorpedos gemelos de 324 mm para torpedos MU90 Impact. El barco también está equipado con sistemas de armas no letales para la guerra asimétrica.
Su sistema electrónico y sus sensores consistían en el radar de seguimiento y búsqueda de conjunto activo escaneado electrónicamente multifunción Thales Sea Fire 500, el sistema integrado de identificación y comunicación amigo o enemigo Aquilon, el sistema de gestión de combate SETIS 3.0, el sonar montado en el casco Kingklip Mark II, CAPTAS-4 sonda remolcada, conjunto de medidas de soporte electrónico Thales SENTINEL y señuelos antitorpedo CANTO.
El Amiral Ronarc'h también tiene un hangar y una cubierta de vuelo en la popa y podría albergar un UAV SDAM y un helicóptero NH90 o Guépard Marine (H160M) equipado con torpedos MU90 y sonar de inmersión, misiles aire-superficie y/o ametralladoras pesadas. Las fragatas también llevan dos botes inflables de casco rígido para patrullar o para propósitos de Fuerzas Especiales.

## Construcción
La construcción del barco se inició con la primera ceremonia de corte de acero en el astillero Naval Group en Lorient el 24 de octubre de 2019. Su quilla se colocó el 17 de diciembre de 2021. El Amiral Ronarc'h fue botado ceremonialmente el 7 de noviembre de 2022. El barco fue botado parcialmente al inundar su muelle de construcción. Posteriormente, la fragata fue remolcada por remolcadores hasta el muelle de equipamiento en la orilla del río Scorff.